# Tolvslaget
Radioprogrammet Tolvslaget sänds 12:00 varje måndag-lördag i Sveriges Radio P1 före Dagens dikt.
Programmet hade premiär den 1 februari 1937 och är därmed Sveriges äldsta radioprogram som fortfarande sänds på samma tid och kanal, och ett av världens äldsta radioprogram. Tolvslaget tillsammans med Dagens dikt grundades av Pontus Bohman, dåvarande chef för Uppläsningsavdelningen, för att skapa "en profan andaktsstund mitt på dagen, en stund för eftertanke och besinning mitt i en jäktad vardag".
Omkring 300 000 svenskar beräknas varje dag lyssna på programmet (2012).

## Signalen
Tolvslaget är en inspelning från Stockholms stadshus klockspel. Stadshusets klockor ljuder varje dag under sommarhalvåret den medeltida Sankt Örjansvisan klockan 12 och klockan 18. Visan föregick Tolvslaget åren 1937–1970 innan det kondenserades till själva tolvslaget. Minnenas television i SVT inleds med Sankt Örjansvisan.
Tolvslaget som ljudtyp tillhör kategorin som inte är musikaliska, sjungna eller talade, till vilken man också kan räkna signaturerna för Vetandets värld och Ekot.
Vetandets värld signatur är välkänd i form av en hoande uggla. Den är ursprungligen imiterad av radions fågelkunnige redaktör Torgny "Swiss" Östgren i slutet av 1970-talet. Redan inspelade originalugglor i arkivet var så svaga och avlägsna att en kort och mer kraftfull och tydlig signatur önskades. Producenten Kjell Lindqvist och teknikern Bertil Nyström svarade för signaturens tillkomst.
Ekots signatur, så kallat Eko-pling, spelas före varje sändning. Den liknar signalen som sändes för första gången av den amerikanska stationen WSB under 1920-talet.

## Modernisering
Tolvslaget tillsammans med Dagens dikts plats i tablån har inte varit helt ohotad. Erik Fichtelius, när han var chef för Ekot (1987–1993), ville flytta dem till P2 för att "folk måste ha nyheter klockan tolv, annars försmäktar de av nyhetstorka". Ekonyheterna äger dock för sina mål klockslaget 00:00.

## Övrigt
"Tolvslaget – Dagens dikt" (1989)
Film av Jan Troell som följer tolv personer kring tolvslaget, då Dagens dikt läses i radio. Personerna representerar klockans tolv slag. Vi möter dem i vardagliga situationer, både på arbetet och under lunchpausen.